# 瑞士聯邦氣象及氣候局
氣象瑞士（英語：MeteoSwiss），正式名称瑞士聯邦氣象及氣候局（Federal Office of Meteorology and Climatology），是瑞士联邦政府的一个办公室。它在苏黎世、苏黎世机场、日内瓦、洛迦诺及帕耶讷拥有 290 名员工。

## 历史
最初成立时名为中央气象研究所 (MZA)，到 1863 年，它运营着 88 个气象站。1979 年，它更名为瑞士气象研究所 (SMA)。自 1996 年以来，它一直以 MeteoSwiss 的名义运营。自 2006 年以来，它的正式名称为“瑞士联邦气象和气候局 MeteoSwiss”。

## 职能
该办公室全天候观察天气，制定天气预报，并在预测强风、暴雨、风暴或热浪时向当局和民众发出警报。此外，它还为民用、军用和私人航空提供气象服务。
该办公室还开展一项研究和开发计划，以了解阿尔卑斯山的天气和气候。他们还正式代表瑞士参加日内瓦的世界气象组织(WMO)。